# L’Étoile (Jura)
L’Étoile ist eine französische Gemeinde mit 573 Einwohnern (Stand 1. Januar 2022) im Département Jura in der Region Bourgogne-Franche-Comté. Sie gehört zum Arrondissement Lons-le-Saunier und zum Kanton Lons-le-Saunier-1.
Die Nachbargemeinden sind Quintigny im Norden, Saint-Germain-lès-Arlay im Nordosten, Plainoiseau im Osten, Le Pin im Südosten, Villeneuve-sous-Pymont im Süden, Montmorot im Südwesten, Saint-Didier im Westen und Ruffey-sur-Seille im Nordwesten.

## Bevölkerungsentwicklung
| Jahr                       | 1962 | 1968 | 1975 | 1982 | 1990 | 1999 | 2006 | 2017 |
| -------------------------- | ---- | ---- | ---- | ---- | ---- | ---- | ---- | ---- |
| Einwohner                  | 354  | 347  | 419  | 469  | 512  | 581  | 563  | 563  |
| Quellen: Cassini und INSEE |      |      |      |      |      |      |      |      |

## Wirtschaft
Die Reben in der Gemeinde gehören zum Weinanbaugebiet Côtes du Jura.

## Weblinks

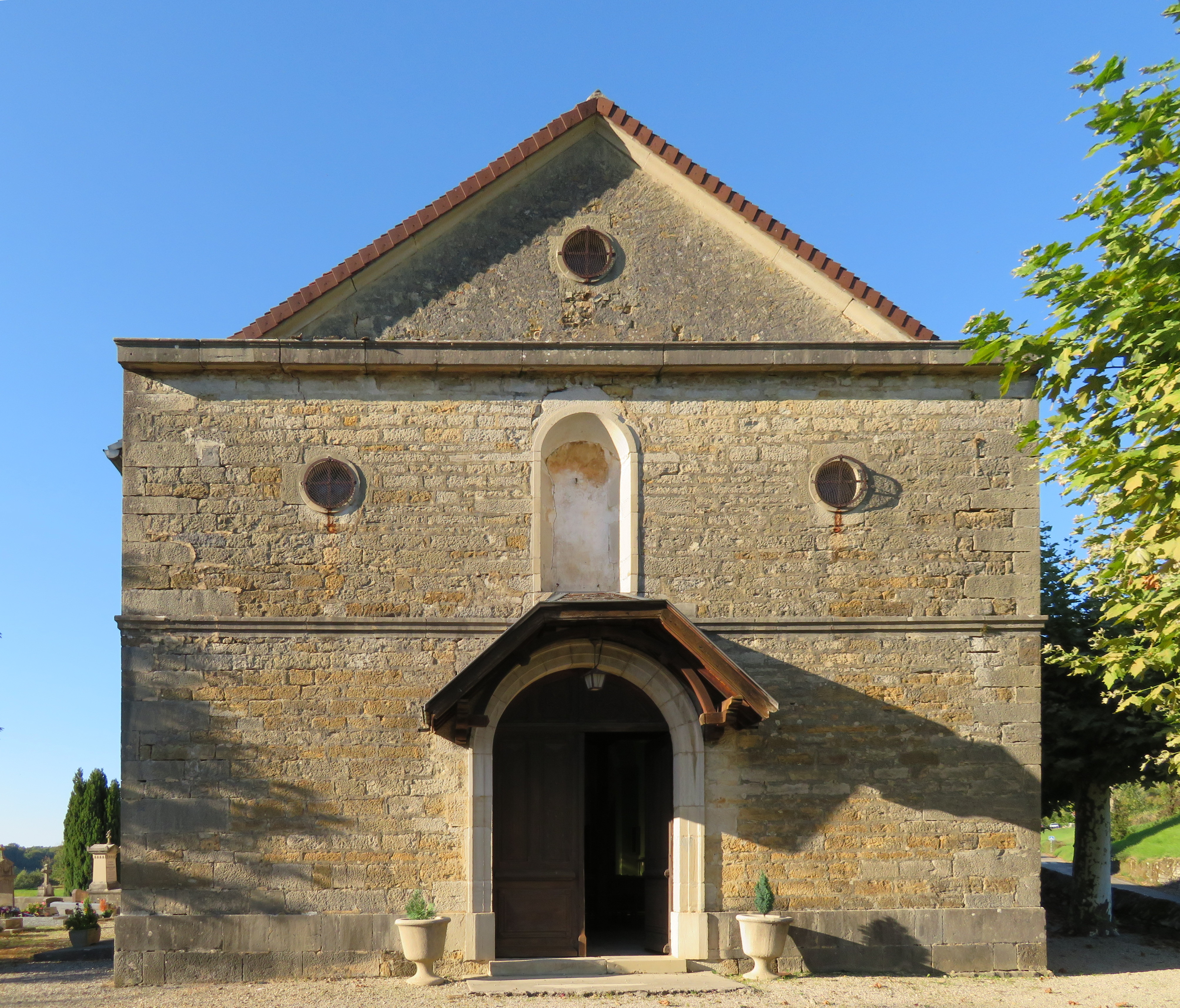
Kirche Saint-Cornelle